# Annexion de la vallée du Jourdain
L'annexion de la vallée du Jourdain était l'application proposée d'une souveraineté israélienne sur la vallée du Jourdain. L'idée a été défendue par certains politiciens israéliens depuis le début de l'occupation israélienne de la Cisjordanie en 1967, notamment avec le plan Allon et le plan de paix Trump de 2020.